# Lucas Röser
Lucas Röser (* 28. Dezember 1993 in Ludwigshafen am Rhein) ist ein deutscher Fußballspieler. Er steht beim SSV Ulm 1846 unter Vertrag und wird meist als Mittelstürmer eingesetzt.

## Sportlicher Werdegang

### In den Reservemannschaften des 1. FSV Mainz 05 und der TSG Hoffenheim
Vom Ludwigshafener SC wechselte Röser 2008 zum 1. FSV Mainz 05 und durchlief bis 2012 dessen Jugendabteilungen. Noch als A-Jugendlicher debütierte er unter Trainer Martin Schmidt am 15. Oktober 2011 in der zweiten Mannschaft der Mainzer. Beim Spiel gegen Borussia Dortmund II in der Regionalliga West wurde er in der 67. Minute für Jaineil Hoilett eingewechselt und erzielte in der 87. Minute den 3:2-Siegtreffer.
Zur Saison 2012/13 stieg Röser aus der A-Jugend endgültig in die zweite Mannschaft von Mainz 05 auf und debütierte in der Regionalliga Südwest am 4. August 2011 bei der 0:5-Niederlage gegen die Reserve der TSG 1899 Hoffenheim. Sein erstes Tor in der neuen Liga erzielte er am 4. September 2012 beim Spiel gegen die Reserve von Eintracht Frankfurt mit dem Treffer zum 1:0 in der 9. Spielminute; es war das einzige Tor der Partie. Beim 2:0-Sieg gegen den KSV Baunatal am 1. Dezember 2013 lief er zum 50. Mal für die zweite Mannschaft von Mainz 05 auf.
In der Winterpause der Saison 2013/14 wechselte Röser von Mainz 05 zur TSG 1899 Hoffenheim, bei der er in der zweiten Mannschaft eingesetzt wurde. Sein Debüt für die Hoffenheimer Reserve gab er am 22. Februar 2014 bei der 0:3-Niederlage gegen die Kickers Offenbach. Dabei absolvierte Röser auch sein 50. Spiel in der Regionalliga Südwest. Sein erstes Tor für die Reserve der TSG Hoffenheim erzielte er am 13. April 2014 beim Spiel gegen die TuS Koblenz mit dem Treffer zum 3:1-Endstand. Bei der 1:2-Niederlage gegen die Reserve von SC Freiburg absolvierte er sein 50. Spiel für die zweite Mannschaft der Hoffenheimer.

### Über Drittligist SG Sonnenhof Großaspach zu Dynamo Dresden in die 2. Bundesliga
Zur Saison 2016/17 verließ Röser Hoffenheim und wechselte zur SG Sonnenhof Großaspach in die 3. Liga. Sein Debüt in der 3. Liga und damit sein Profidebüt gab er am 30. Juli 2016 beim torlosen Unentschieden gegen den Chemnitzer FC. Für Großaspach bestritt Röser 34 Spiele in der 3. Liga, in denen er 14 Tore erzielte.

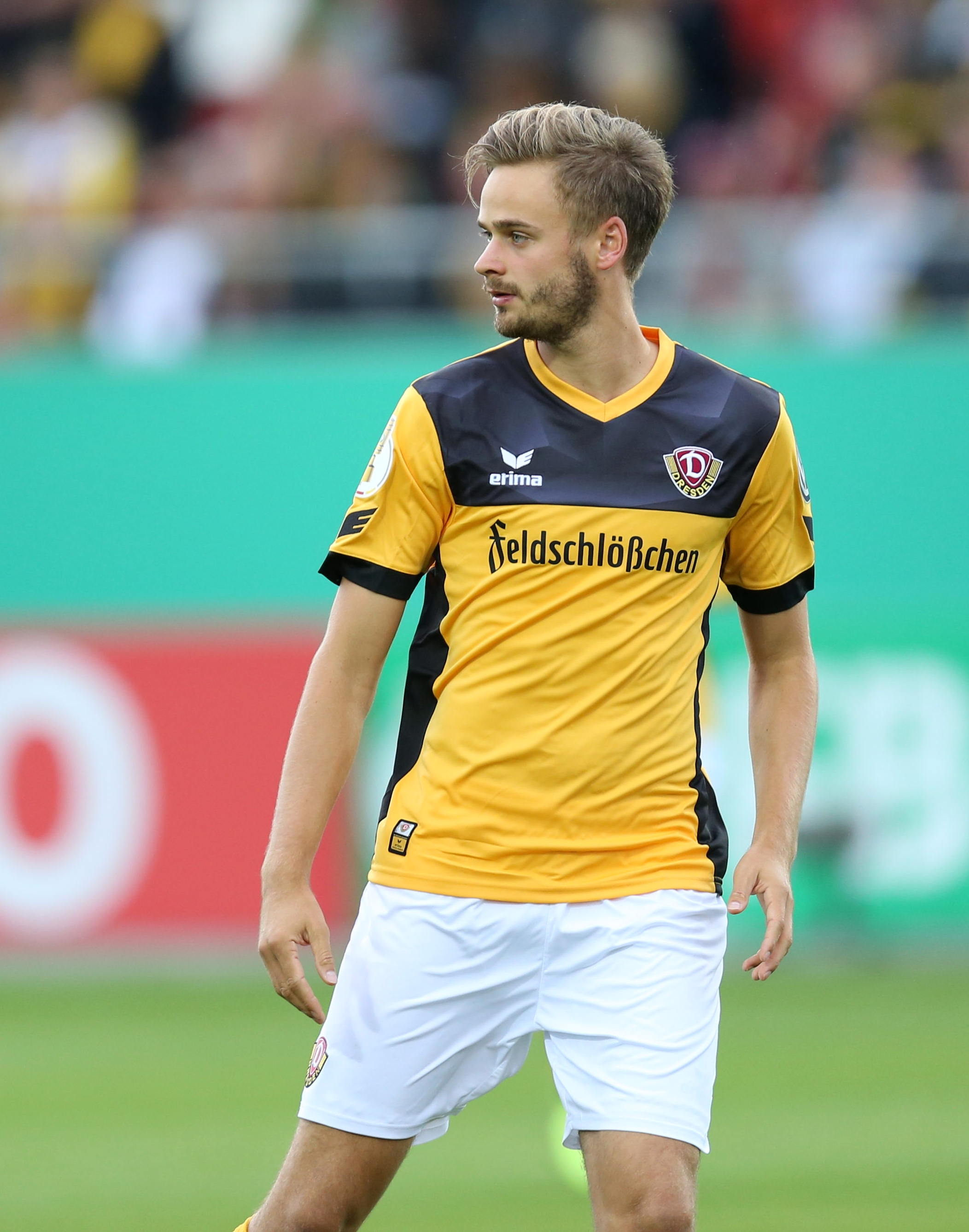
Lucas Röser im Trikot von Dynamo Dresden (2017)

Zu Beginn der Saison 2017/18 wechselte Röser zum seinerzeitigen Zweitligisten Dynamo Dresden und unterschrieb einen bis Juni 2020 gültigen Vertrag. In seinen ersten beiden Meisterschaftsspielen gegen den MSV Duisburg und beim FC St. Pauli erzielte er jeweils ein Tor, rutschte aber nach mehreren Spielen ohne Torerfolg im weiteren Saisonverlauf aus der Startformation. Mitte November etablierte er sich wieder zeitweise unter Trainer Uwe Neuhaus in der Anfangself und war wieder zeitweise Stammkraft, nach einer in der Auswechslung zur Halbzeitpause endenden schwachen Leitung bei der 2:4-Niederlage gegen den FC Ingolstadt 04 am 27. Spieltag rückte er wieder ins zweite Glied und stand in den Spielen bis zum Saisonende teilweise nicht einmal im Spieltagskader. Nachdem er beim 1:0-Auftaktsieg gegen den MSV Duisburg analog zum Vorjahr den einzigen Treffer des Spiels erzielt hatte, verlief die folgende Spielzeit für ihn persönlich enttäuschender. Er stand seltener in der Startelf und blieb oftmals auch unter Neuhaus’ Nachfolgern Maik Walpurgis und Cristian Fiél im Abstiegskampf ungenutzter Ersatzspieler, letztlich trug er in 23 Saisonspielen – davon sieben Mal in der Anfangself stehend – zum Klassenerhalt bei. Zum Auftakt der Saison 2019/20 stand er noch im Kader der Sachsen.

### Dritte Liga für den 1. FC Kaiserslautern und bei der Leihstation Türkgücü München
Der Drittligist 1. FC Kaiserslautern verpflichtete Röser kurz vor Ende der Sommerwechselperiode zum 7. Spieltag der Saison 2019/20 und stattete den Angreifer mit einem bis Juni 2022 gültigen Vertrag aus. Röser absolvierte in dieser Saison 27 Ligaspiele, stand dabei aber nur achtmal in der Startelf. Er erzielte drei Tore. Nachdem er in der Hinrunde der folgenden Saison nur viermal zum Einsatz gekommen war, wurde Röser im Januar 2021 bis zum Ende der Saison an den Ligakonkurrenten Türkgücü München verliehen. Nach Ende der Leihe kehrte er im Sommer 2021 nach Kaiserslautern zurück. In einem Testspiel in der Saisonvorbereitung zog sich Röser einen Kreuzbandriss zu und fiel über die gesamte Saison, die mit dem Aufstieg des FCK in die 2. Bundesliga endete, aus.

### Zwischen Vierter und zweiter Liga mit dem SSV Ulm 1846
Zur Saison 2022/23 wechselte Röser zum Regionalligisten SSV Ulm 1846. Zum Auftakt noch unter Cheftrainer Thomas Wörle Ergänzungsspieler etablierte er sich im Saisonverlauf in der Sturmspitze und war mit 13 Saisontoren vereinsintern bester Torschütze, als der Klub als Meister der Regionalliga Südwest in die 3.Liga aufstieg. In der defensiv stabilen Ulmer Mannschaft konnte er in der höheren Spielklasse nicht mehr gleichartig seine Torgefahr zeigen, so dass er im Herbst auf die Ersatzbank musste. Nach einem zwischenzeitlichen verletzungsbedingtem Ausfall blieb ihm in der Folge vornehmlich die Rolle des Ergänzungsspielers, dabei kam er jedoch beim mit dem Durchmarsch in die 2. Bundesliga verbundenen Gewinn der Drittligameisterschaft in der Spielzeit 2023/24 in 35 der 38 Meisterschaftsspiele zum Einsatz. Dabei erzielte er vier Saisontore, unter anderem gelang ihm in der Nachspielzeit eingewechselt beim 1:0-Auswärtserfolg beim TSV 1860 München am 28. Spieltag der spielentscheidende Treffer. Auch in der zweiten Liga blieb ihm unter Wörle vornehmlich die Rolle des Edeljokers, der regelmäßig als Einwechselspieler zu Spielzeit kam. Nach längerer Startelfpause am 24. Spieltag in die Anfangself gerückt, erzielte er beim 1:1-Remis bei Eintracht Braunschweig Anfang März 2025 gegen den direkten Konkurrenten im Abstiegskampf die zwischenzeitliche Führung. Auch nach einem anschließenden Trainerwechsel zu Robert Lechleiter hielt er sich zeitweise in der Startelf. Letztlich verpasste er mit dem Klub jedoch am Ende der Zweitliga-Spielzeit 2024/25 den Klassenerhalt, blieb ihm aber in der folgenden Drittliga-Spielzeit treu.

## Privates
Sein älterer Bruder Martin (* 1990) war auch Profifußballer und lief für den Karlsruher SC fünfmal in der 2. Bundesliga auf. Für den badischen Klub sowie den SV Wehen Wiesbaden, den Halleschen FC sowie den VfB Lübeck kam er zudem in 119 Spielen der 3. Liga zum Einsatz, in denen er 19 Tore erzielte. 